# Starorobociański Wierch

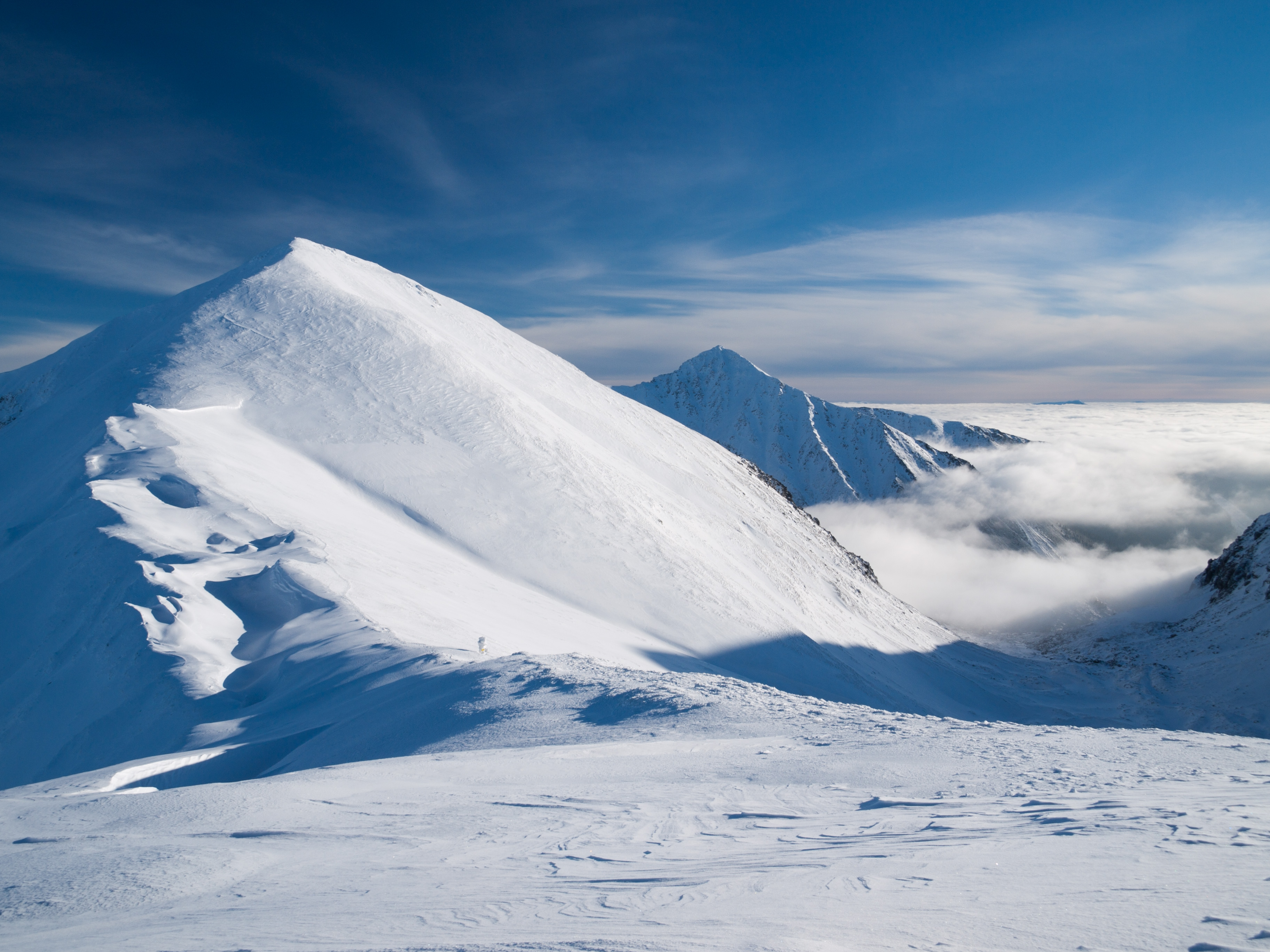
Im Winter

Die Starorobociański Wierch (tschechisch/slowakisch Klin) ist ein Berg an der polnisch-slowakischen Grenze in der Westtatra mit 2176 Metern Höhe. Der Gipfel ist der höchste Berg im polnischen Teil der Westtatra.

## Lage und Umgebung
Die Staatsgrenze verläuft über den Hauptgrat der Tatra, auf dem sich die Starorobociański Wierch befindet. Nördlich des Gipfels liegt das Tal Dolina Chochołowska, konkret sein Hängetal Dolina Starorobociańska.

## Etymologie
Der polnische Name Starorobociański Wierch lässt sich als Gipfel der alten Arbeit übersetzen. Der Name rührt daher, dass sich auf seiner Alm Hala Stara Robota bereits im 16. Jahrhundert Stollen zum Abbau von Erzen gefunden haben.

## Tourismus
Die Starorobociański Wierch ist bei Wanderern beliebt. 

### Routen zum Gipfel
Der Wanderweg auf die Starorobociański Wierch führt entlang des Hauptkamms der Tatra und der polnisch-slowakischen Grenze.
- ▬ Ein rot markierter Wanderweg führt vom Kończysty Wierch über den Gipfel zum Bergpass Liliowy Karb.

Als Ausgangspunkt für eine Besteigung aus den Tälern eignen sich die Ornak-Hütte und die Chochołowska-Hütte.

## Belege
- Zofia Radwańska-Paryska, Witold Henryk Paryski, Wielka encyklopedia tatrzańska, Poronin, Wyd. Górskie, 2004, ISBN 83-7104-009-1.
- Tatry Wysokie słowackie i polskie. Mapa turystyczna 1:25.000, Warszawa, 2005/06, Polkart, ISBN 83-87873-26-8.

## Panorama

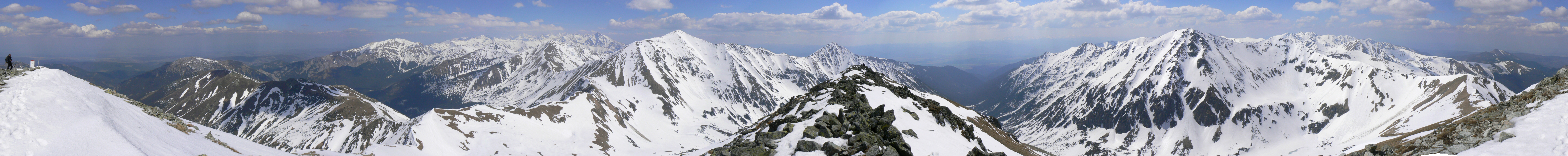
Blick vom Gipfel